# Гней Сициний (народный трибун)
Гней Сици́ний (лат. Gnaeus Sicinius; родился предположительно в 109 году до н. э. — умер в 76 году до н. э. или позже) — римский политический деятель из плебейского рода Сициниев, народный трибун 76 года до н. э. Попытался восстановить в полном объёме полномочия трибунов, урезанные Луцием Корнелием Суллой, но потерпел неудачу, а по одной из версий даже был убит своими противниками. Имел репутацию острослова: в частности, стала известной его шутка про Марка Лициния Красса и «сено на рогах».

## Биография
Гней Сициний принадлежал к плебейскому роду, представители которого сыграли важную роль в истории ранней Римской республики в целом и народного трибуната в частности: разные Сицинии становились трибунами в течение V века до н. э.. Гней упоминается только в связи с событиями 76 года до н. э., когда он занимал должность народного трибуна. Гнеем этого политика называет Марк Туллий Цицерон в трактате «Брут, или О знаменитых ораторах»; в «Истории» Саллюстия трибун — Луций Сициний. Исследователи считают более весомой первую версию, так как Цицерон именно в 76 году до н. э. баллотировался в квесторы, должен был часто бывать на форуме и наверняка слышал речи Сициния.
Учитывая дату трибуната Гнея и его место в цицероновском перечне ораторов, канадский антиковед Грэхем Самнер датирует его рождение примерно 109 годом до н. э. По словам Саллюстия, Сициний «с юности выступал против многих благонамеренных граждан». Соответственно учёные полагают, что в молодости, в 80-е годы до н. э., Гней принадлежал к «партии» марианцев, которая боролась против Луция Корнелия Суллы и проиграла борьбу. После победы Сулла провёл ряд реформ. В частности, он урезал полномочия народных трибунов: запретил им вносить законодательные инициативы и созывать сенат, ограничил право вето. Гней, став трибуном в декабре 77 года до н. э., спустя год после смерти Суллы, попытался восстановить эти полномочия в прежнем объёме. Он встретил энергичное сопротивление со стороны обоих консулов (Гая Скрибония Куриона-старшего и Гнея Октавия) и сенатского большинства. Детали остаются неизвестными. Саллюстий пишет только, что Сициний, «первый решившийся заговорить о трибунской власти», «был погублен» знатью и что «Гай Курион довёл свой деспотизм до того, что погубил ни в чём неповинного трибуна»; в историографии нет единого мнения о том, следует ли воспринимать эти слова буквально.
Цицерон охарактеризовал Гнея как «человека бесчестного, но отчаянного шутника». В частности, он упоминает остроту Сициния, прозвучавшую 1 января 76 года до н. э. — в день вступления в должность Куриона и Октавия. Первый из консулов произнёс длинную речь, раскачиваясь при этом по своему обыкновению из стороны в сторону, а второй, страдавший подагрой, сидел рядом, «весь в бинтах и припарках». «Помни, Октавий, — сказал ему тогда Сициний, — ты жизнью обязан своему коллеге: ведь если б он тут не качался взад-вперёд, мухи заели бы тебя на месте».
По словам Плутарха, Гней досаждал своими злыми шутками всем должностным лицам и видным представителям аристократии, обходя вниманием только Марка Лициния Красса. «На вопрос, почему он одного лишь Красса не трогает и оставляет в покое, Сициний ответил: „У него сено на рогах“». Согласно одной из гипотез, это была игра слов: «сено» на латыни — fenum, что очень похоже на fenus, «долг». Гней мог таким образом дать понять, что Красс — его кредитор.